# Konrad Jochheim
Konrad Jochheim (* 15. Oktober 1895 in Offenbach am Main; † 26. Mai 1983 ebenda) war Künstler sowie Architekt, Grafiker und „Fachmann für Reklamebauten“. Er malte viele Aquarelle und Ölbilder, häufig mit Motiven aus Afrika.
Am bekanntesten ist er für seine um 1934 erfundene Schriftart Jochheim Deutsch, die von den Nationalsozialisten häufig eingesetzt wurde.
Jochheim ist auch für seine Bronzereliefe sehr bekannt. Er stellte 1942 ein Bronzerelief von Georg Christoph Lichtenberg der Universität Göttingen zur Verfügung. Heute steht das Relief im Lichtenberg-Hörsaal der Universität Göttingen.
Er war ab 1946 Mitglied im Berufsverband Bildender Künstler Berlins.